# Anita Meyer
Anita Meyer (Rotterdam, 29 oktober 1954), officiële naam: Annita Meijer, is een Nederlandse zangeres.

## Biografie
Meijer werd geboren in Rotterdam-Zuid. Vier jaar later verhuisde ze naar Rotterdam-IJsselmonde. Meijer trad als kind op in koortjes, eerst nog met haar broer. Er verschenen singles onder de naam Anita & René, Go-Go en Joy (single Sail away). Ze begon midden jaren zeventig als achtergrondzangeres, onder meer voor Patricia Paay. Ze maakte deel uit van de supergroep "Holland", die in 1971 de single Hans Brinker symphony uitbracht. De doorbraak als soloartieste was in 1976 met The Alternative Way, een samenwerking met Hans Vermeulen. Dit nummer werd in Nederland een nummer 1-hit, en ook haar volgende singles verkochten goed. In datzelfde jaar deed ze als achtergrondzangeres van Sandra Reemer mee aan het Eurovisiesongfestival. 
Veronica riep haar uit tot de De populairste zangeres van Nederland van 1976.
Na enkele succesvolle singles leek het succes van The alternative way niet geëvenaard te worden, maar na in 1980 van platenmaatschappij veranderd te zijn werd ze begeleid door een nieuw muzikanten- en productieteam. Het album Shades of desire volgde, waarvan de single Why Tell Me, Why in Nederland wekenlang de nummer 1-positie van de destijds drie landelijke hitlijsten (de Nederlandse Top 40, Nationale Hitparade en de TROS Top 50) op de nationale publieke popzender Hilversum 3 bezette en de bestverkochte single van 1981 werd. Het was het begin van een periode waarin Meyer veel hits had, waaronder They Don't Play Our Lovesong Anymore, Blame It On Love en een cover van The One That You Love van het Australische duo Air Supply. De Zweedse Carola Häggkvist en de Franse Julie Pietri hadden in hun eigen land succes met een cover versie van Why Tell Me Why.
In 1983 trad ze voor het eerst op met Lee Towers. De nadruk begon meer op albums en optredens te liggen en het succes van de singles werd bescheidener. Met een videoclip voor Heart of stone was ze de eerste Nederlandse zangeres die een videoclip maakte. In 1986 was een live opgenomen duet met Lee Towers, een cover van Run to me van de Bee Gees, een hit. Het was Meyers laatste Nederlandse top 10-hit. Als eerste Nederlandse zangeres bracht ze, geïnspireerd door Lee Towers, een reeks shows in het Rotterdamse Ahoy', iets wat in die tijd slechts een paar artiesten in Nederland was gegund. Freedom en Music music deden het eind jaren tachtig goed in de hitlijsten.
Meyer besloot om het vanaf 1992 rustiger aan te gaan doen om meer tijd te kunnen besteden aan haar gezin. Haar scheiding werd breed uitgemeten in de roddelpers. De titelsong van het RTL 4-programma Het spijt me bracht haar in 1994 opnieuw in de hitlijsten. In 1998 maakte ze een tijdelijke overstap naar Nederlandstalig repertoire met het album Dichter bij elkaar. In 2000 was ze te gast bij het laatste "Gala of the Year" van Lee Towers in Ahoy en nam ze het latin-geïnspireerde album Spanish guitar op, met hoofdzakelijk covers. In de TROS TV Show werd aandacht besteed aan haar 25-jarig jubileum. 
In 2005 fungeerde ze als teamcaptain in het muziekprogramma Het gevoel van..., en in het volgende jaar werkte ze mee aan de Stage Entertainment-productie Musicals in Ahoy. In 2006 nam ze de rol op zich van de oude glamourpoes Grizabella in de musical Cats.
In 2008 verzorgden Meyer en Towers een aantal gastoptredens bij de luchtmachtkapel in het kader van de concertenreeks Hollywood in concert. In datzelfde jaar stond ze drie avonden in de Amsterdam ArenA tijdens Toppers in concert 2008.
In 2011 en 2017 werkte Meyer mee aan het tv-programma De beste zangers van Nederland, waarin ze diverse nummers van andere zangers vertolkte. In navolging daarvan verscheen haar nummer 1-hit uit 1981, Why tell me why, opnieuw in de hitlijst met DJ Guilliano. Er verscheen ook een remix van ditzelfde liedje van DJ Frank, Discotex geheten.
In het najaar van 2011 kwam het programma Het spijt me terug op RTL 4, gepresenteerd door John Williams. Meyer zong voor deze reeks een nieuwe versie van de herkenningsmelodie in.
In 2013 speelde Meyer de rol van Maria in The Passion op NPO 1 (EO-RKK-KRO-NCRV) wat in dat jaar in Den Haag werd georganiseerd. In 2017 deed zij mee met het tiende seizoen van het AVROTROS-programma Beste Zangers.
In 2013 kwam de Nederlandse film Chez Nous uit, waarin Meyer optrad met hoofdpersoon Alex Klaasen.
In december 2021 bracht Meyer samen met Lee Towers in het satirisch televisieprogramma Even tot hier, geïnspireerd door de Coronacrisis, een variant op hun hit Run to me onder de titel Pandemie, wanneer is het over?

## Privéleven
Meyer is getrouwd geweest met Ton de Leeuwe, die in 2016 overleed, en heeft uit dat huwelijk een dochter.

## Discografie

### Albums
| Album met eventuele hitnotering(en) in de Nederlandse Album Top 100 | Datum van verschijnen | Datum van binnenkomst | Hoogste positie | Aantal weken | Opmerkingen                    |
| ------------------------------------------------------------------- | --------------------- | --------------------- | --------------- | ------------ | ------------------------------ |
| In the meantime I will sing                                         | 1976                  | 12-06-1976            | 20              | 8            |                                |
| Shades of desire                                                    | 1981                  | 12-09-1981            | 1(2wk)          | 28           |                                |
| Past present and future                                             | 1982                  | 30-10-1982            | 5               | 14           |                                |
| Moments together                                                    | 1983                  | 15-10-1983            | 10              | 18           |                                |
| Face to face                                                        | 1984                  | 06-10-1984            | 10              | 12           |                                |
| Greatest hits                                                       | 1985                  | 12-10-1985            | 10              | 21           | Verzamelalbum                  |
| Run to me                                                           | 1986                  | 15-03-1986            | 5               | 22           | met Lee Towers                 |
| Now and forever                                                     | 1986                  | 11-10-1986            | 23              | 8            |                                |
| Premiere                                                            | 1987                  | 17-10-1987            | 13              | 18           |                                |
| The Ahoy concert                                                    | 1988                  | 30-04-1988            | 15              | 18           | Livealbum                      |
| Close to you                                                        | 1989                  | 14-10-1989            | 21              | 13           |                                |
| Autumn leaves                                                       | 1990                  | 08-12-1990            | 37              | 6            |                                |
| Music music                                                         | 1992                  | 17-10-1992            | 41              | 7            |                                |
| The love of a woman                                                 | 1994                  | 08-10-1994            | 35              | 11           | Verzamelalbum                  |
| A song can change your life                                         | 1996                  | 20-07-1996            | 61              | 7            |                                |
| Dichter bij elkaar                                                  | 1998                  | 13-06-1998            | 70              | 4            |                                |
| Tears go by                                                         | 23-10-2009            | 07-11-2009            | 54              | 5            | met Metropole Orkest           |
| Top 100                                                             | 16-12-2011            | 24-12-2011            | 92              | 1            | met Lee Towers / Verzamelalbum |

### Singles
| Single met eventuele hitnotering(en) in de Nederlandse Top 40 | Datum van verschijnen | Datum van binnenkomst | Hoogste positie | Aantal weken | Opmerkingen                                                                 |
| ------------------------------------------------------------- | --------------------- | --------------------- | --------------- | ------------ | --------------------------------------------------------------------------- |
| The alternative way                                           | 1976                  | 06-03-1976            | 1(1wk)          | 9            | Nr. 1 in de Single Top 100                                                  |
| You can do it                                                 | 1976                  | 29-05-1976            | 9               | 8            | Nr. 8 in de Single Top 100                                                  |
| Just a desillusion                                            | 1976                  | 13-11-1976            | 18              | 6            | Nr. 15 in de Single Top 100                                                 |
| Anita that's my name                                          | 1977                  | 19-03-1977            | 21              | 5            | Nr. 17 in de Single Top 100                                                 |
| It hurts                                                      | 1977                  | 24-12-1977            | tip6            | -            |                                                                             |
| You are my everything                                         | 1979                  | 17-03-1979            | tip16           | -            | met Hans Vermeulen                                                          |
| Rock me up a mountain                                         | 1980                  | 19-07-1980            | 28              | 5            | Nr. 31 in de Single Top 100                                                 |
| The hurtin' doesn't go away                                   | 1981                  | 14-02-1981            | tip7            | -            |                                                                             |
| Why tell me, why                                              | 1981                  | 29-08-1981            | 1(6wk)          | 14           | Nr. 1 in de Single Top 100 / Best verkochte single van 1981                 |
| They don't play our lovesong anymore                          | 1981                  | 05-12-1981            | 3               | 10           | Nr. 5 in de Single Top 100                                                  |
| Idaho                                                         | 1982                  | 16-10-1982            | 4               | 8            | Nr. 6 in de Single Top 100                                                  |
| The one that you love                                         | 1982                  | 18-12-1982            | 16              | 5            | Nr. 16 in de Single Top 100 / Alarmschijf                                   |
| Goodbye to love                                               | 1983                  | 08-10-1983            | 23              | 5            | Nr. 21 in de Single Top 100                                                 |
| Sandy's song                                                  | 1983                  | 24-12-1983            | 23              | 4            | Nr. 28 in de Single Top 100                                                 |
| Blame it on love                                              | 1984                  | 31-03-1984            | 33              | 3            | Nr. 34 in de Single Top 100                                                 |
| Heart of stone                                                | 1984                  | 22-09-1984            | 26              | 4            | Nr. 31 in de Single Top 100                                                 |
| The story of a new born love                                  | 1985                  | 06-07-1985            | tip2            | -            | Nr. 39 in de Single Top 100                                                 |
| Sometimes when we touch                                       | 1985                  | 19-10-1985            | tip17           | -            | Nr. 47 in de Single Top 100                                                 |
| Run to me                                                     | 1986                  | 11-01-1986            | 9               | 8            | met Lee Towers / Nr. 3 in de Single Top 100                                 |
| We've got tonight                                             | 1986                  | 19-04-1986            | 31              | 3            | met Lee Towers / Nr. 35 in de Single Top 100                                |
| You are my life                                               | 1986                  | 18-10-1986            | tip4            | -            |                                                                             |
| Now and forever                                               | 1987                  | 31-01-1987            | tip19           | -            |                                                                             |
| The exodus song                                               | 1987                  | 28-11-1987            | tip2            | -            | Nr. 63 in de Single Top 100                                                 |
| Having my baby                                                | 1988                  | -                     |                 |              | met Paul Anka / Nr. 75 in de Single Top 100                                 |
| Freedom                                                       | 1990                  | 24-11-1990            | 21              | 5            | Nr. 27 in de Single Top 10 / Alarmschijf                                    |
| Music music (This is why)                                     | 1992                  | 19-09-1992            | 34              | 3            | Nr. 29 in de Single Top 100                                                 |
| Het spijt me                                                  | 1993                  | 04-09-1993            | 24              | 6            | Titelsong "Het spijt me" / Nr. 30 in de Single Top 100 / Alarmschijf        |
| I've heard it all before                                      | 1994                  | 17-09-1994            | tip14           | -            |                                                                             |
| De warmte in je hart                                          | 1996                  | -                     |                 |              | Nr. 76 in de Single Top 100                                                 |
| Wacht op mij                                                  | 1998                  | -                     |                 |              | Nr. 87 in de Single Top 100                                                 |
| Why tell me why                                               | 2011                  | -                     |                 |              | met Guilliano / Nr. 8 in de Single Top 100                                  |
| They don't play our lovesong anymore                          | 2011                  | -                     |                 |              | Nr. 86 in de Single Top 100                                                 |
| Laat me nu toch niet alleen                                   | 28-03-2013            | -                     |                 |              | Nr. 84 in de Single Top 100                                                 |
| Koningslied                                                   | 19-04-2013            | 27-04-2013            | 2               | 4            | als onderdeel van Nationaal Comité Inhuldiging / Nr. 1 in de Single Top 100 |

| Single met hitnotering(en) in de Vlaamse Ultratop 50 | Datum van verschijnen | Datum van binnenkomst | Hoogste positie | Aantal weken | Opmerkingen                                    |
| ---------------------------------------------------- | --------------------- | --------------------- | --------------- | ------------ | ---------------------------------------------- |
| The alternative way                                  | 1976                  | 20-03-1976            | 4               | 9            | Nr. 5 in de Radio 2 Top 30                     |
| You can do it                                        | 1976                  | 12-06-1976            | 18              | 4            | Nr. 14 in de Radio 2 Top 30                    |
| Why tell me, why                                     | 1981                  | 19-09-1981            | 1(4wk)          | 13           | Nr. 1 in de Radio 2 Top 30                     |
| They don't play our lovesong anymore                 | 1981                  | 19-12-1981            | 5               | 10           | Nr. 6 in de Radio 2 Top 30                     |
| Idaho                                                | 1982                  | 30-10-1982            | 10              | 8            | Nr. 11 in de Radio 2 Top 30                    |
| The one that you love                                | 1982                  | 01-01-1983            | 23              | 5            | Nr. 25 in de Radio 2 Top 30                    |
| Goodbye to love                                      | 1983                  | -                     |                 |              | Nr. 29 in de Radio 2 Top 30                    |
| Run to me                                            | 1986                  | 18-01-1986            | 24              | 6            | met Lee Towers / Nr. 21 in de Radio 2 Top 30   |
| Koningslied                                          | 2013                  | 11-05-2013            | 41              | 1            | als onderdeel van Nationaal Comité Inhuldiging |

### NPO Radio 2 Top 2000
| Nummers met noteringen in de NPO Radio 2 Top 2000 | '99  | '00  | '01  | '02  | '03  | '04  | '05  | '06  | '07  | '08  | '09  | '10  | '11  | '12 | '13 | '14 | '15  | '16 | '17 | '18 | '19 | '20 | '21 | '22 | '23 | '24 |
| ------------------------------------------------- | ---- | ---- | ---- | ---- | ---- | ---- | ---- | ---- | ---- | ---- | ---- | ---- | ---- | --- | --- | --- | ---- | --- | --- | --- | --- | --- | --- | --- | --- | --- |
| The Alternative Way                               | 1267 | 1009 | 1149 | 889  | 1187 | 1096 | 1001 | 1220 | 949  | 1061 | 1693 | 1473 | 1849 | -   | -   | -   | -    | -   | -   | -   | -   | -   | -   | -   | -   | -   |
| They Don't Play Our Lovesong Anymore              | -    | -    | 1239 | 1519 | 1571 | 1274 | 1436 | 1519 | 1212 | 1385 | 1754 | 1386 | 1478 | -   | -   | -   | -    | -   | -   | -   | -   | -   | -   | -   | -   | -   |
| Why Tell Me, Why                                  | 681  | 808  | 648  | 641  | 711  | 676  | 667  | 745  | 540  | 630  | 640  | 520  | 518  | 993 | 789 | 944 | 1016 | 783 | 756 | 666 | 566 | 498 | 525 | 488 | 481 | 469 |

1. ↑  Een '-' betekent dat het nummer niet was genoteerd en een vetgedrukt getal geeft de hoogste notering van een nummer aan.

## Galerij

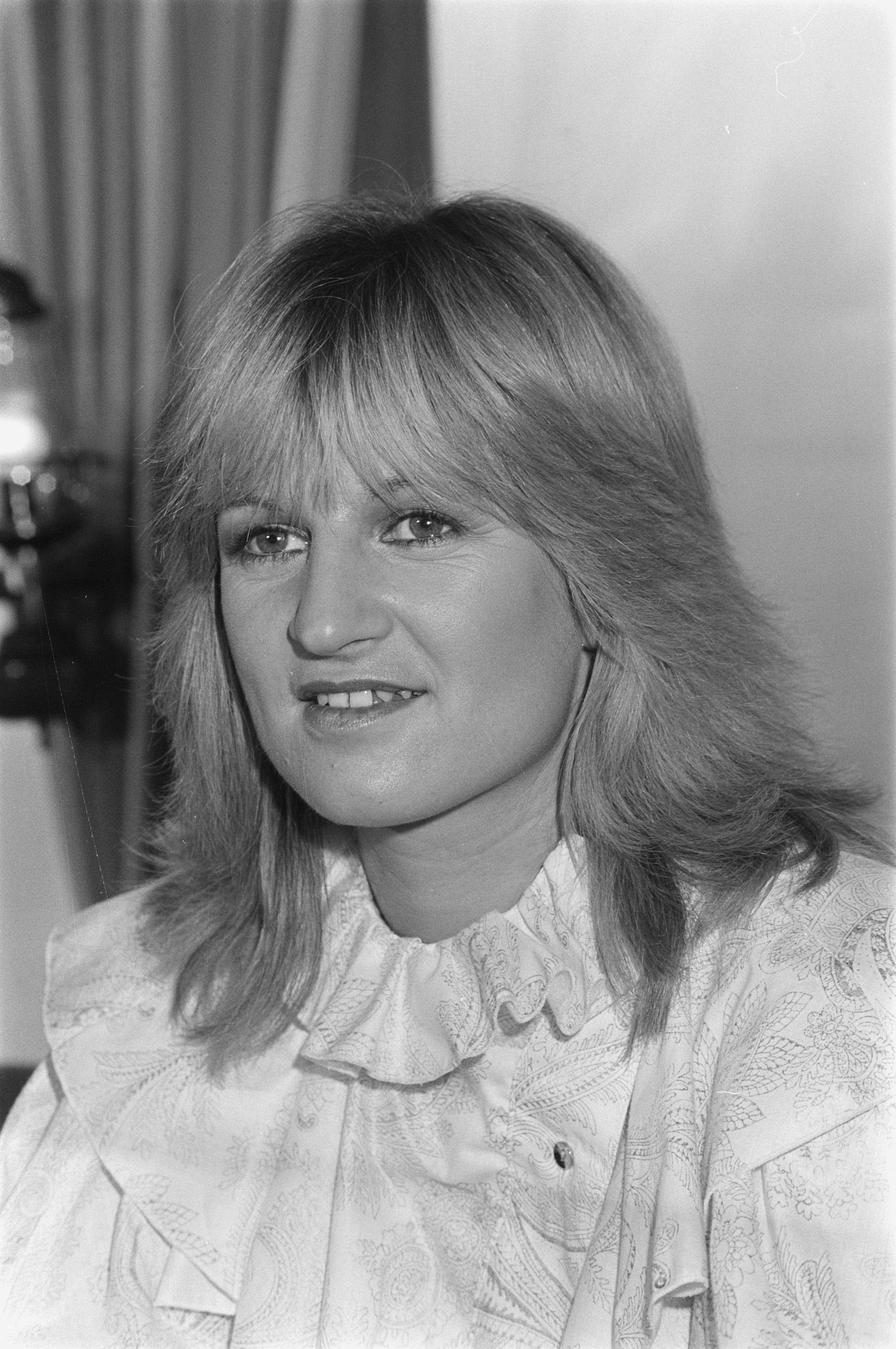
Anita Meyer in 1981
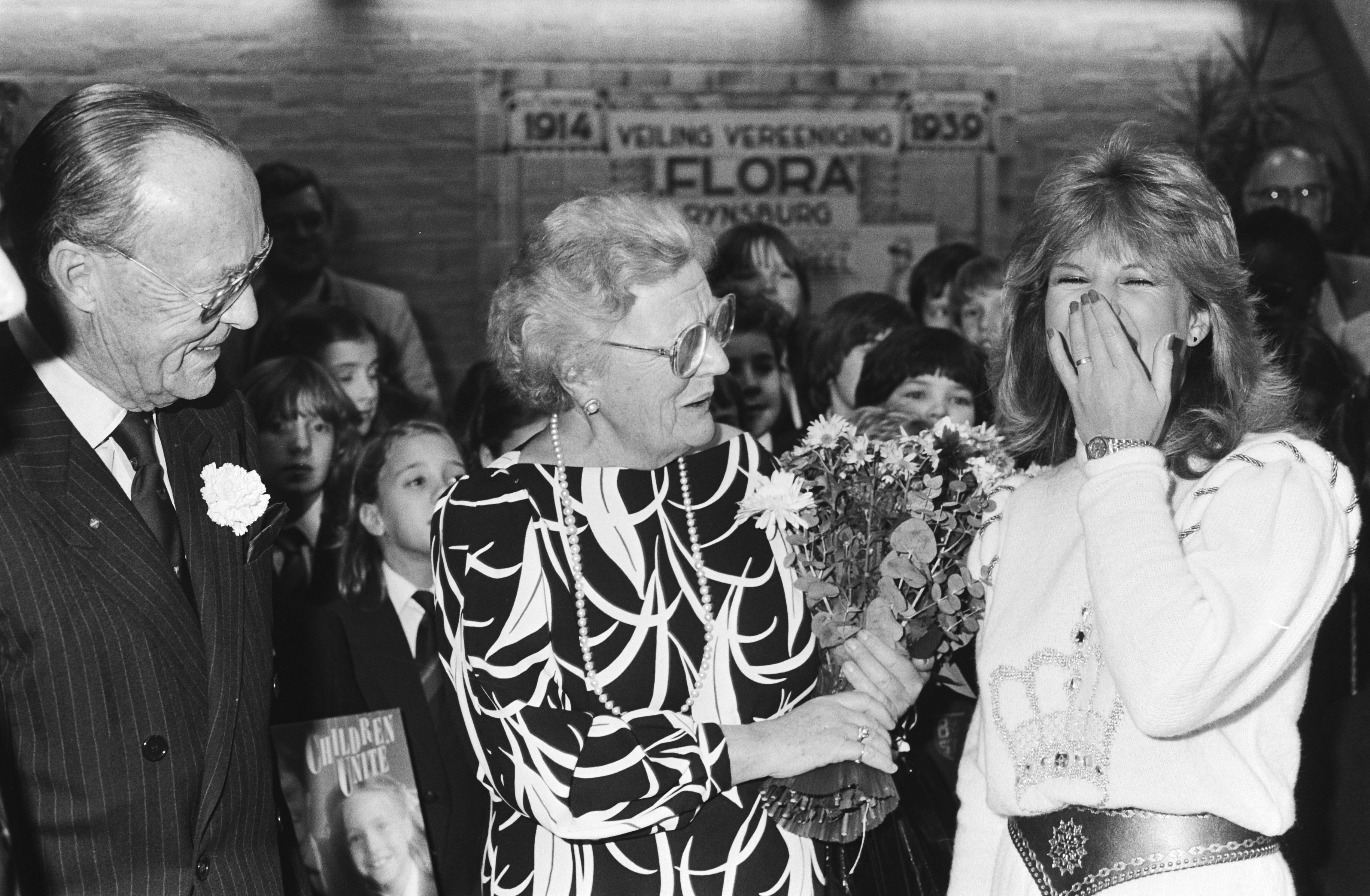
Prins Bernhard, prinses Juliana en Anita Meyer tijdens het Bloemengala Rijnsburg in 1982 ten bate van het Wereld Natuur Fonds
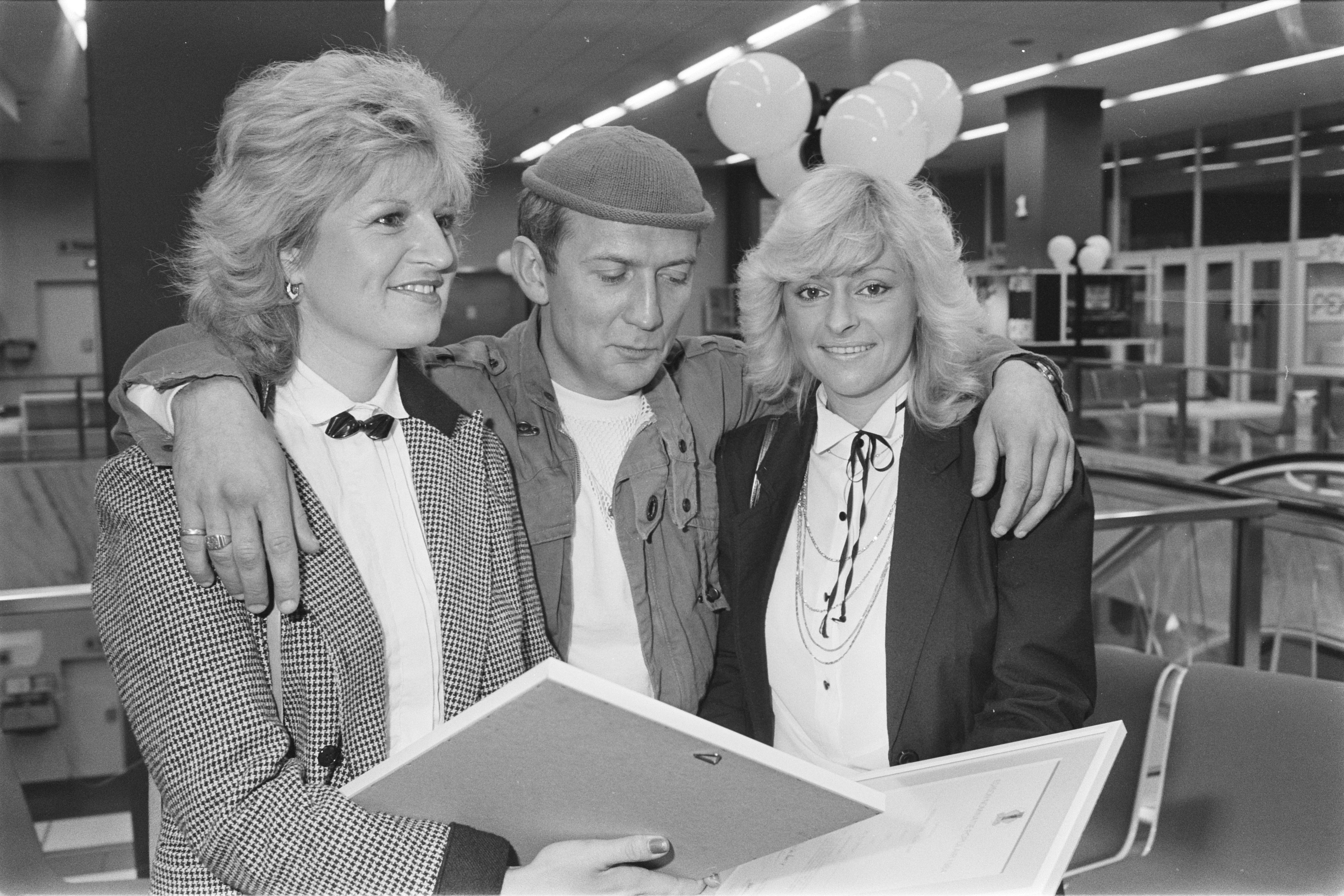
Meyer, Harry Slinger en Corry Konings in 1984